# 미국공학한림원
미국공학한림원(National Academy of Engineering, NAE)은 미국의 비영리, 비정부 조직이다. 미국공학한림원은 미국국립과학원(NAS), 국립 의학 아카데미 및 국립 연구 위원회(현재 NASEM의 프로그램 단위)와 함께 전미과학공학의학한림원의 일부이다.
NAE는 국가적 요구를 충족시키고 교육과 연구를 장려하며 엔지니어의 뛰어난 업적을 인정하는 것을 목표로 엔지니어링 프로그램을 운영한다. 신규 회원은 독창적인 연구에서 탁월하고 지속적인 업적을 바탕으로 매년 현 회원에 의해 선출된다. NAE는 행정과 회원 선정에 있어 자율적이며 나머지 국립 아카데미와 연방 정부에 조언하는 역할을 공유한다.

## 같이 보기
- 전미과학공학의학한림원